# مدرنا
مُدِرنا (انگلیسی: Moderna) شرکت زیست‌فناوری و داروسازی آمریکایی است که در کمبریج، ماساچوست مستقر می‌باشد، و تمرکز اصلی آن در زمینه داروپژوهی و نیز توسعهٔ دارو بر پایهٔ آران‌ای پیام‌رسان (mRNA) معطوف است. این شرکت به ساخت ام‌آران‌ای مصنوعی می‌پردازد که می‌تواند برای کمک به ساخت روش‌های پیشگیری و درمان بیماری‌ها، به بدن بیماران تزریق شود.

## تاریخچه
مدرنا در سال ۲۰۱۰ تأسیس شد و نام آن در ابتدا به صورت «MordeRNA» نوشته می‌شد. این شرکت بر پایه فعالیت دریک روسی در هاروارد شکل گرفت که آزمایشگاه او روشی را برای اصلاح ام‌آران‌ای، ترا آلودگی در سلول‌های انسانی، تمایز آن‌ها در سلول‌های بنیادی و سپس تمایز آن‌ها در انواع مطلوب سلول‌ها ابداع کرد. روسی برای راه‌اندازی یک شرکت جدید، به‌سراغ تیم اسپرینگر، یکی از دوستان خود در دانشگاه هاروارد، و کنث آر. چین رفت. این سه نفر سپس باب لانگر را وارد گروه خود کردند و به اتفاق هم با نوبار آفه‌یان، مدیرعامل شرکت فلگشیپ ونچرز ملاقات کردند. پس از طی کردن مراحل قانونی، در نهایت این شرکت تأسیس شد. استفان بانسل، سمت خود به‌عنوان مدیرعامل شرکت بیومریو را ترک کرد تا در سال ۲۰۱۱ در جایگاه مدیرعامل مدرنا شروع به کار کند. این شرکت تا دسامبر ۲۰۱۲ در حالت خفا و با یک وبگاه معلق به کار خود ادامه داد و تمامی کارکنان آن تحت یک توافقنامهٔ محرمانگی سخت‌گیرانه فعالیت می‌کردند. تا زمانی که این شرکت در سال ۲۰۱۲ از حالت خفا خارج شد، مردم تصور می‌کردند که مدرنا یک شرکت فعال در زمینهٔ سلول‌های بنیادی است. در آن سال مدرنا سرمایه ۴۰ میلیون دلاری خود از واحد ونچرلبز شرکت فلگشیپ ونچرز و سرمایه‌گذاران خصوصی دیگر دریافت کرد.
در مارس ۲۰۱۳ مدرنا و شرکت آسترازنکا یک قرارداد انحصاری پنج‌ساله را منعقد کردند تا به‌موجب آن به کشف، توسعه و تجاری‌سازی علاج‌های مرتبط با ام‌آران‌ای جهت درمان بیماری‌های قلبی عروقی، متابولیک و کلیوی شدید، و همچنین اهداف منتخب در زمینهٔ سرطان‌شناسی بپردازند. این قرارداد شامل پیش‌پرداخت ۲۴۰ میلیون دلاری به شرکت مدرنا بود که به‌عنوان «یکی از بزرگترین پرداخت‌های اولیه در یک معاملهٔ اخذ پروانه در صنعت داروسازی بود که هیچ داروی در حال آزمایش در آزمون‌های درمانگاهی در آن دخیل نبود.»
آژانس پروژه‌های پژوهشی پیشرفتهٔ دفاعی (دارپا) در اکتبر ۲۰۱۳ امتیازی هب ارزش حدودی ۲۴٫۶ میلیون دلار را به مدرنا اعطا کرد تا در زمینهٔ فناوری دارویی خود برای مبارزه با بیماری‌های عفونی و جنگ‌افزارهای بیولوژیک به پژوهش پرداخته و آن‌ها را توسعه دهد.
مدرنا در نوامبر ۲۰۱۳ سرمایهٔ جدیدی را به مبلغ ۱۱۰ میلیون دلار کسب کرد. در ژانویه ۲۰۱۴، مدرنا و الکشن فارمسیوتیکالز یک قرارداد ۱۲۵ میلیون دلاری را برای مقابله با بیماری‌های نادر منعقد کردند. الکشن مبلغ ۱۰۰ میلیون دلار را به ازای ۱۰ محصول گزینشی برای توسعهٔ داروهای بیماری‌های نادر با استفاده از پلتفرم درمان‌شناسی ام‌آران‌ای مدرنا به این شرکت پرداخت کرد و ۲۵ میلیون دلار دیگر نیز جهت سرمایه‌گذاری منصفانه در مدرنا از سوی الکشن پرداخت شد.
مدرنا در اکتبر ۲۰۱۴ از یک همکاری پژوهشی و بالینی با مؤسسه کارولینسکا و بیمارستان دانشگاه کارولینسکا پرده‌برداری کرد و سپس شعبهٔ درمان‌شناسی مدرنای سوئد در استکهلم را به‌عنوان نخستین شعبهٔ خود در خارج از ایالات متحده تأسیس کرد.
مدرنا در اوایل ژانویهٔ ۲۰۱۵ اعلام کرد که سرمایه‌ای ۴۵۰ میلیون دلاری را به‌واسطهٔ یک سرمایه‌گذاری جدید دریافت کرده و تاکنون سرمایه‌اش به ۹۵۰ میلیون دلار رسیده‌است.
در ۸ ژانویهٔ ۲۰۱۵، مدرنا از شرکت والرا رونمایی کرد که یک شرکت مختلط با تمرکز انحصاری بر پیشرفت واکسن‌ها و کشف درمان جهت پیشگیری و درمان بیماری‌های عفونی واگیر، باکتریایی و انگلی بود.
علاوه بر این، در ژانویه ۲۰۱۵ مدرنا از پروانه و توافقنامهٔ همکاری خود با شرکت مِرک جهت کشف و توسعهٔ واکسن برای بیماری‌های واگیر پرده‌برداری کرد. شرکت مرک، برای تجاری‌سازی پنج محصول منتخب، پیش‌پرداختی به مبلغ ۵۰ میلیون دلار را در اختیار مدرنا قرار داد و ۵۰ میلیون دلار دیگر را در قالب سرمایه‌گذاری منصفانه به این شرکت پرداخت کرد.
در مهٔ ۲۰۱۵ از یک شرکت مختلط دیگر با نام الپیدرا رونمایی کرد که به‌طور ویژه بر توسعهٔ داروهای مبتنی بر پیام‌رسان آران‌ای (mRNA) جهت درمان بیماری‌های نادر تمرکز داشت.
در ۲۲ اکتبر ۲۰۱۵، مدرنا چهارمین شرکت سرمایه‌گذاری خود با نام کاپرنا را معرفی کرد که در زمینهٔ تهیهٔ واکسن‌های شخصی‌سازی‌شده برای سرطان فعالیت می‌کرد.
در ژانویهٔ ۲۰۱۶ مدرنا به‌همراه شرکت آسترازنکا از همکاری جدید خود برای توسعهٔ دو برنامهٔ سرطان-ایمنی‌شناسی مبتنی بر ام‌آران‌ای رونمایی کردند. مدرنا وظیفهٔ راه‌اندازی و رهبری اکتشاف و توسعهٔ پیشابالینی را برعهده داشت. آسترازنکا نیز رهبری روند اولیهٔ توسعهٔ بالینی را عهده‌دار شد. این دو شرکت هزینه‌های مراحل بعدی توسعه و تجاری‌سازی محصولات در ایالات متحده را با سود شراکتی ۵۰ به ۵۰ به‌طور مشارکتی پرداخت کردند.
مدرنا در ژانویه ۲۰۱۶ اعلام کرد که جهت اخذ مجوز یک برنامهٔ ساخت واکسن برای یک ویروس کشف‌نشده – ام‌آران‌ای ۱۵۶۶ و گروهی از واکسن‌های نامزد شدهٔ مرتبط – با شرکت مرک به توافق رسیده‌است.
در ژوئن ۲۰۱۶، مدرنا برای توسعهٔ واکسن‌های شخصی‌سازی‌شدهٔ سرطان مبتنی بر ام‌آران‌ای برای درمان جندین نوع مختلف از سرطان‌ها، وارد همکاری جدیدی با شرکت مرک شد. مدرنا جهت پیشبرد روند تحقیق و توسعه و همچنین احداث تأسیسات تولید، پیش‌پرداختی به مبلغ ۲۰۰ میلیون دلار را از مرک دریافت کرد.
در ژوئیهٔ ۲۰۱۶ مدرنا همکاری خود با شرکت ورتکس جهت کشف و توسعهٔ درمان‌های مبتنی بر ام‌آران‌ای برای فیبروز سیستیک را اعلام کرد. مدرنا پیش‌پرداختی ۴۰ میلیون دلاری دریافت کرد که شامل ۲۰ میلیون دلار سرمایه‌گذاری قابل تبدیل می‌شد و در صورت رسیدن به مراحل بعدی می‌توانست مبلغ ۲۷۵ میلیون دلار دیگر را بدست آورد.
در سپتامبر ۲۰۱۶ مدرنا اعلام کرد که سرمایه‌ای را برای توسعهٔ واکسن ام‌آران‌ای زیکا، از ادارهٔ باردا دریافت کرده‌است. این جایزه شامل مبلغ ۸ میلیون دلار برای پشتیبانی از فاز ۱ تحقیقات، و گزینه‌هایی برای دریافت سرمایه تا ۱۱۷ میلیون دلار جهت پشتیبانی از فازهای ۲ و ۳ تحقیقات و تولید در مقیاس بزرگ می‌شد.
در سپتامبر ۲۰۱۶، مدرنا سرمایهٔ منصفانهٔ ۴۷۴ میلیون دلاری دیگری را اعلام کرد که از سوی سرمایه‌گذاران سازمانی و همکاران داروسازی موجود، و سرمایه‌گذاران سازمانی جدید از ایالات متحده، اروپا و آسیا دریافت کرده‌بود.
در سپتامبر ۲۰۱۶، مدرنا اعلام کرد که قصد دارد فرایند احداث یک کارخانهٔ تولید محصولات مبتنی بر ام‌آران‌ای به وسعت ۱۹٬۰۰۰ متر مربع (۲۰۰٬۰۰۰ فوت مربع) را در نوروود، ماساچوست آغاز کند.
تا سال ۲۰۱۷ گفته می‌شد که این شرکت دارای ارزش تجاری ۵ میلیارد دلار بوده‌است که به‌عقیدهٔ بسیاری از تحلیل‌گران، ارزش‌گذاری بیش از اندازه‌ای بوده‌است.
در ۷ دسامبر ۲۰۱۸ اعلام شد که پس از اعلام سوددهی ۲۰۵٫۸ میلیون دلاری و از دست دادن سرمایه‌ای به ارزش ۲۶۹٫۸ میلیون دلار در سال ۲۰۱۷، قرار است طی عرضه اولیه سهام مبلغ ۶۰۴ میلیون دلار به این شرکت تعلق بگیرد.
در ژانویهٔ ۲۰۲۰، مدرنا جهت توسعهٔ واکسنی برای ویروس SARS-CoV-2 با مؤسسه ملی آلرژی و بیماری‌های عفونی وارد همکاری شد.
در سال 2023 اعلام شد که واکسن سرطان تاس ال 2024 یا 2025 برای تایید سازمان غذا و داروی آمریکا ارائه خواهد شد.

## رهبری اجرایی
تا سال ۲۰۱۳، شرکت مدرنا به‌دست استفان بانسل به‌عنوان رئیس و مدیر عامل اجرایی اداره می‌شد. او پیش از این در شرکت بیومریو نیز به‌عنوان مدیرعامل اجرایی مشغول به کار بود و پیش از آن نیز در شرکت آلای لی‌لی در یک سمت اجرایی کار کرده‌بود. کمتر از شش ماه پس از آنکه شرکت فلگشیپ ونچرز سرمایه‌اش را به مدرنا تزریق کرد، بانسل به‌عنوان یک همکار ارشد به شعبهٔ مرکزی ونچر پیوست؛ او همزمان به‌عنوان رئیس هیئت مدیره شرکت داروسازی بی‌جی نیز مشغول به‌کار بود.

## پلتفرم

### توسعهٔ واکسن در سال ۲۰۲۰
در ژانویهٔ ۲۰۲۰، مدرنا اعلام کرد که در حال توسعهٔ یک واکسن برای مهار کردن کروناویروس کووید-۱۹ است و رقبای او در این عرصه شامل شرکت‌های زیست‌فناوری دیگری همچون گیلیاد ساینس، وکسارت، داروسازی اینوویو، و نواوکس هستند.